# Боянчук
Боянчу́к — село в Україні, у Юрковецькій сільській громаді Чернівецького району Чернівецької області.
Частина села розташована на пагорбі, з висоти якого видніється мальовничий краєвид навколишніх сіл нашої і сусідньої Тернопільської областей.

## Історія
Перша згадка про село датована в історичних джерелах 1551 роком. У ті давні часи в селі був вітряний млин, олійня, у лісі випалювали деревне вугілля на продаж. На толоці добували камінь для будівництва та виробництва жорен, що свідчило про тодішній високий рівень розвитку ремесла. Особливим скарбом села було і є родовище гончарної глини, яка використовується для виробництва цегли, гончарних виробів, кахлів, тощо.
Завдяки розвитку раннього ремесла село постійно розвивалося і оновлювалося. Уже в 1896 році сільська громада побудувала нову кам'яну церкву замість колишньої дерев'яної. Корогви і деякі ікони для церкви малював сільський художник-іконописець Омелян Савчук. Школа побудована в 1900 році, дитячий садочок — в 1970 році, капличка — в 1996 році. Створити це все могли лише люди добрих помислів, щирих вчинків, які є найбільшою гордістю села. Почуття національної самосвідомості завжди було притаманне жителям села. Перебуваючи під владою Австро-Угорщини, Румунії, вони плекали рідну мову, пісню, шанували звичаї.

## Населення
За переписом 1900 року було 1789 га угідь (з них 1740 га оподатковуваних: 1197 га ріллі, 18 га лук, 28 га садів, 174 га пасовищ і 323 га лісу), було 2 великі маєтки і 1 фабрика. Селяни мали 625 га землі, а до панських дворів (фільварків Боянчук і Комашівка) належало 1164 га землі. В селі був 331 будинок, проживало 1448 осіб (58 грекокатоликів, 1 римокатолик, 1276 православних і 128 юдеїв; 1328 українців, також 114 «німців» і 7 «румунів», якими записувались євреї), були 118 коней, 294 голови великої рогатої худоби, 54 вівці та 196 свиней. А на землях фільварку було 27 будинків, проживали 174 мешканці (62 грекокатолики, 21 римокатолик, 49 православних і 42 юдеї; 126 українців, 36 «німців» і 6 — інших національностей), були 44 коні, 226 голів великої рогатої худоби і 6 свиней.
Згідно з переписом УРСР 1989 року чисельність наявного населення села становила 1064 особи, з яких 458 чоловіків та 606 жінок.
За переписом населення України 2001 року в селі мешкала 1031 особа.

### Мова
Розподіл населення за рідною мовою за даними перепису 2001 року:
| Мова       | Відсоток |
| ---------- | -------- |
| українська | 99,52 %  |
| російська  | 0,29 %   |
| румунська  | 0,10 %   |

### Перепис населення Румунії 1930
Національний склад населення за даними перепису 1930 року у Румунії:
| Національність | Кількість осіб | Відсоток |
| -------------- | -------------- | -------- |
| українці       | 1481           | 90,30 %  |
| євреї          | 121            | 7,38 %   |
| румуни         | 30             | 1,83 %   |
| поляки         | 8              | 0,49 %   |

Мовний склад населення за даними перепису 1930 року:
| Мова       | Кількість осіб | Відсоток |
| ---------- | -------------- | -------- |
| українська | 1489           | 90,79 %  |
| їдиш       | 121            | 7,38 %   |
| румунська  | 22             | 1,34 %   |
| польська   | 8              | 0,49 %   |